# Саталка
Саталка (курд. Setelike) — один из городов царства Кордуена (современная юго-восточная Турция). 

## История
По словам греческого историка и географа Страбону, регион Кордуена (Кордейские горы) был расположен в горах между Диярбакыром и Мушем. Он записал его основные города как Сарейса, Саталка и Пинака (к северо-западу от Безабде) и называл его жителей кордейцами. Согласно ему, жители имели репутацию мастеров-строителей и экспертов в строительстве, и по этой причине Тигран использовал их в таких работах; он также отмечает страну за ее запасы нафты.